# Италијанска оклопњача Андреа Дорија
Андреа Дорија (итал. Andrea Doria, име по италијанском средњовековном поморцу) је била италијанска оклопњача класе Руђеро ди Лаура. Поринута је у луци Ла Специја 1885. г.
1895. налази се на смотри током инаугурације Килског канала. Иначе проводи време на Медитерану и путује ка блискоисточним лукама. Од 1907. се налази у Венецији као артиљеријски школски брод. На почетку Првог светског рата у Италији, брод служи као пловећа батерија у луци Бриндизи. Коначно је отписан и исечен 1919.